# Felsőkismartonhegy
Felsőkismartonhegy (németül: Oberberg-Eisenstadt, horvátul Železno Brig) Kismarton településrésze  Ausztriában, Burgenland tartományban.

## Története
A település az 1701-től  a Kálvária-hegyen  épített ferences templom körül keletkezett és 1707-ben lett önálló község. Kegyura az Esterházy család volt. Plébániáját már 1655-ben alapították, ekkor épült fel első temploma is. Anyakönyveit 1680-tól vezetik. A település mai plébániatemploma 1803-ban épült fel.
1910-ben Felsőkismartonhegynek 1333, többségben német anyanyelvű lakosa volt. A trianoni békeszerződésig Sopron vármegye Kismartoni járásához tartozott. 1939-ben Kismartonhoz csatolták.

## Nevezetességei
- A Hegytemplom legrégibb része az a kápolnarendszer, amit Nierinck Felix ferences szerzetes építtetett Esterházy Pál herceg megbízásából 1701 és 1711 között. A folyosókkal összekötött kápolnákban életnagyságú szobrok jelenítik meg Krisztus szenvedéseit. A Hegytemplom központi részét a Sarlós-Boldogasszony templomot 1803-ban építették. A templomból nyíló 1923-ban épített mauzóleumban van eltemetve Joseph Haydn zeneszerző.
- Az irgalmas rendiek temploma 1739-ben épült.